# Jeanne Baptiste d'Albert de Luynes
Jeanne Baptiste d'Albert de Luynes (18. ledna 1670, Paříž – 18. listopadu 1736, Paříž) byla francouzská šlechtična a milenka sardinského krále Viktora Amadea II.

## Život
Jeanne Baptiste se narodila jako dcera Louise Charlesa d'Albert de Luynes (1620–1690) a jeho druhé manželky (a tety) Anny de Rohan (1644–1684), měla sedm vlastních a šest nevlastních sourozenců. Její babičkou a tetou byla Marie de Rohan. Její starší nevlastní bratr Charles Honoré d'Albert de Luynes byl osobní rádce Ludvíka XIV. a stavitel zámku Dampierre. Jeanne se narodila v Hôtel de Luynes, pokřtěna byla v kostele svatého Eustacha v Paříži a jméno dostala po svém kmotrovi, Jeanu-Baptistu Colbertovi.
Po výchově v prestižním klášteře Port-Royal v Paříži byla Jeanne mezi 23. a 25. srpnem 1683 jako třináctiletá provdána za Josefa Ignáce Scagliu, hraběte z Verruy, plukovníka dragounů a předního piemontského diplomata pracujícího pro savojského vévodu.
Jeanne Baptiste měla s manželem čtyři děti. Manžel byl prý "mladý, hezký, bohatý a čestný". Jeho matkou byla dvorní dáma savojské vévodkyně Anny Marie Orleánské.
V savojském hlavním městě Turíně se savojský vévoda do mladé hraběnky pobláznil a v roce 1688 se do ní hluboce zamiloval. Zbožně vychovaná hraběnka zpočátku ignorovala návrhy vévody, který ji vídal při návštěvách své manželky Anny Marie. Později vévodkyně a její strýc, francouzský král Ludvík XIV., „povzbudili“ madame de Verrue, aby přijala dvoření savojského vévody. V roce 1689 Jeanne Baptiste vévodovi podlehla. Milenci se stali rodiči dvou dětí. Budoucí kněžna z Carigana se narodila v roce 1690. Syn Viktor František přišel na svět v roce 1694 a později mu byl udělen titul markýze ze Susy.
Jeanne Baptiste, nejzávistivější žena na savojském dvoře, se díky svému vlivu na vévodu se pokusila zapojit do politiky. S pomocí maršála de Tessé podporovala sňatek nejstarší vévodovy dcery, princezny Marie Adelaidy, s vnukem Ludvíka XIV., vévodou burgundským.
V říjnu 1700 také pomohla svému bratrovi utéct kvůli velkým dluhům do Francie. V Paříži se uchýlil k jejich tetě.
Jeanne Baptiste v roce 1704 ovdověla, její manžel zemřel 13. srpna v bitvě u Höchstädtu.
Saint-Simon, který o ní psal v období Régence, o Madame de Verrue uvedl následující:

M. de Savoie se často setkával s madame de Verrue a brzy zjistil, že odpovídá jeho vkusu. Ona to viděla a řekla o tom svému manželovi a tchyni. Pochválili ji, ale dál si záležitosti nevšímali. M. de Savoie zdvojnásobil svou pozornost a na rozdíl od svého obvyklého zvyku uspořádal slavnosti, madame de Verrue cítila, že jsou pro ni. Dělala vše, co mohla, aby se jich nezúčastnila, ale její tchyně se s ní pohádala, řekla, že si přeje hrát důležitou roli, a že to byla její ješitnost, která jí dala tyto nápady. Její manžel, něžnější, si přál, aby se těchto slavností zúčastnila, a řekl, že jestli ji M. de Savoie skutečně miluje, nic její nepřítomnost nezmění. Brzy poté M. de Savoie mluvil s madame de Verrue. Řekla to svému manželovi a své tchyni a prosila je, aby ji nechali jít a strávit nějaký čas na venkově. Neposlouchali ji, a když neviděla žádnou jinou cestu, předstírala, že je nemocná, a nechala se poslat k vodám Bourbonu. Napsala svému otci, vévodovi de Luynes, aby se tam s ní setkal, a sama se tam vydala pod vedením abbé de Verrue, strýce svého manžela. Jakmile vévoda z Luynes dorazil do Bourbonu a seznámil se s nebezpečím, které hrozilo jeho dceři, dohodl se s abbé o nejlepším postupu a souhlasil s ním, že by se madame měla nějaký čas držet mimo Turín, aby se M. de Savoie mohl vyléčit ze své vášně. M. de Luynes si trochu myslel, že se radí s vlkem, který si přál unést jeho jehně. Abbé de Verrue, jak se zdá, byl sám prudce zamilovaný do madame de Verrue a její otec přímo mluvil o stavu jeho srdce. Nešťastný starý muž, který se ocitl odstrčený, proměnil svou lásku v nenávist, špatně s madame de Verrue zacházel, a po jejím návratu do Turína neztratil žádnou příležitost ji v očích jejího manžela a tchyně zranit.

Saint-Simon pokračuje:

Madame de Verrue tím nějakou dobu trpěla, ale nakonec její ctnost podlehla špatnému zacházení, kterého se jí dostalo. Vyslechla savojského vévodu a vydala se mu, aby se zbavila pronásledování. Není to skutečná romantika? Ale stalo se to v naší době, před očima a za vědomí každého.
Když vyšla pravda najevo, Verrueovi byli zoufalí, i když za to, co se stalo, mohli sami. Brzy nová milenka ovládla celý savojský dvůr, jehož panovník jí ležel u nohou jako bohyni. Ministři se jí báli a dvořili se jí. Kvůli své domýšlivosti se stala nenáviděnou, byla otrávena. M. de Savoie jí dal protijed, který ji naštěstí bez újmy na kráse vyléčil. Její vláda trvala. Poté onemocněla neštovicemi. M. de Savoie o ni během této nemoci pečoval, jako by byl ošetřovatelem; a i když tím její tvář trochu utrpěla, nemiloval ji o nic méně. Ale miloval ji po svém. Držel ji zavřenou, aby nebyla vidět, a nakonec ji její zadržení tak unavilo, že se rozhodla prchnout. Poradila se se svým [nejmladším] bratrem, rytířem de Luynes, který sloužil s velkým uznáním v námořnictvu, a společně to zařídili.
Využili příležitosti, když M. de Savoie odjel na výlet do Chambéry, a tajně odjeli. Překročili naši hranici a dorazili do Paříže, kde si madame de Verrue, která velmi zbohatla, pořídila dům a postupně se jí podařilo přimět lidi, aby se na ni přišli podívat, i když to bylo zpočátku kvůli jejímu skandálnímu životu těžké. Nakonec jí její bohatství získalo velké množství přátel a ona tak dobře využívala svých příležitostí, že se stala velmi důležitou a silně ovlivňovala vládu. Ale ta doba přesahuje mé memoáry. Zanechala v Turíně syna a dceru, oba po způsobu našeho krále panem de Savoie uznané. Vášnivě tyto nemanželské děti miloval a dceru provdal za knížete z Carignanu.

Do Paříže se vrátila v roce 1700 bez svých dětí, Marie Viktorie a Viktora Františka, ale se značným majetkem.
Když byla Jeanne Baptiste údajně otrávena, byla to slavná madame de Ventadour, která pomohla nemocnou hraběnku vyléčit. Madame de Ventadour se stala zachránkyní malého vévody z Bretaně, budoucího Ludvíka XV., jehož rodiče, vévoda a vévodkyně z Burgundska zemřeli na spalničky během jednoho týdne v únoru 1712.
Poté, co na žádost svého manžela žila více než tři roky jako samotářka, se „excentrická hraběnka znovu objevila ve světě [se] svým ‚éspritem‘ stejně jako s Jean-Baptistou Glucqem," řekl Saint-Simon, který pokračoval tím, že se ti dva tajně vzali. To se však nikdy neprokázalo. Každý rok, když byl dvůr ve Fontainebleau, zůstávala v Glucqově residenci na zámku Sainte-Assise v Seine-Port. Později pobývala na zámku Condé v Condé-en-Brie u jiného muže, markýze de La Faye.
Během svého působení ve Francii byla u dvora dobře známá. Jeanne Baptiste byla dobrou přítelkyní Monsieura le Duc, budoucího prvního ministra Francie, a jeho matky, Madame la Duchesse Douairière, která byla v jejím věku. Madame la Duchesse byla nejstarší žijící dcerou Ludvíka XIV. a jeho milenky Madame de Montespan.
Jeanne Baptiste byla skvělá dopisovatelka, zajímala se o umění, vědu a dokonce udržovala kontakt se začínajícím Voltairem a dalšími filozofy. V Paříži instalovala četné dary, které obdržela v Turíně, Hôtel d'Hauterive rozšířila, aby do něj mohla umístit svou sbírku umění. Dokonce koupila sousední nemovitost ve vlastnictví bosých karmelitek, aby pomohla ubytovat své příbuzné.
Měla v Paříži svůj salon, který navštěvoval abbé Terrasson, Rothelin, strážce francouzské pečeti, Chauvelin, Jean-Baptiste de Montullé, markýz de Lassay a jeho syn Léon de Madaillan de Lesparre, hrabě z Lassay a mnoho dalších, kteří se usadili v blízkosti jejího domova.
Během Régence své jmění značně zvýšila díky Système de Law, duchovnímu dítěti Johna Lawa, skotského ekonoma, který byl chráněnec francouzského regenta. Se svým navýšeným majetkem nechala postavit dvě městské rezidence, které měl postavit architekt Victor Dailly. Hôtel de Verrue Jeanne Baptiste nikdy neobývala. Místo toho žila na 8 Rue d'Assas u Palais du Luxembourg. Hôtel de Verrue byl postaven v roce 1740. Žila také v hôtel d'Aubeterre, kde rozšířila galerii, aby lépe ukázala svou slavnou sbírku.
Jeanne Baptiste zemřela 18. listopadu 1736 ve věku 66 let v Paříži. Ve své poslední vůli byla velmi štědrá, dokonce zanechala věci pro své ptáky, kteří žili v honosné voliéře. Její epitaf zněl následovně:
| Ci-git, dans une paix profonde, Cette Dame de Volupté, Qui, pour plus de sûreté, Fit son paradis dans ce monde | Zde leží, v hlubokém míru, ta dáma rozkoše, která si jako zvláštní opatření udělala ráj na tomto světě |

## Sbírka
Sbírka Madame de Verrue byla proslulá obrazy starých mistrů, uměleckými předměty a četnými kusy drahého nábytku. Aktivně ji navyšovala nákupem dalších děl a také šperků, drahých kamenů (více než 8000), gobelínů a oblečení.
Měla také velký zájem o architekturu a stavby obecně. 12. července 1713 získala dům v Meudonu, poblíž starého sídla le grand Dauphin. 27. téhož měsíce nařídila rekonstrukci stavby Pierru-Nicolasi Delespinovi s využitím plánů Jeana-Baptisty Alexandra Le Blond. Objednávala obrazy Lancreta, Alexise Grimoua, a vlastnila obrazy Davida Tenierse mladšího a Antoina Watteaua. V jejím vlastnictví byl dokonce Portrét Karla I. Anglického od van Dycka.
Navzdory oslnivé sbírce umění byla jednou z největších bibliofilů své doby. Knihy měla ve velké místnosti vybavené nábytkem od Boullea a s výhledem do zahrady. Vlastnila asi 18 000 svazků (v Paříži a v domě v Meudonu). Tato rozsáhlá soukromá knihovna byla v roce 1737 rozptýlena. Pohromadě zůstalo jen 3000 kusů.
Její dcera se v roce 1714 provdala za knížete z Carignana. Manželé spolu měli pět dětí, přes něž se Jeanne Baptiste stala předkem zavražděné kněžny z Lamballe, hlavy rodu Bonaparte a hlavy rodu Savojských.

## Potomci
S manželem měla Jeanne Baptiste čtyři děti:
- Anna Marie Angelika Scaglia (1684–1745)
- Viktor Amadeus Scaglia (1686–1707)
- Marie Anna Scaglia (1687–1745)
- Karel August Scagia (1688–1706)

S Viktorem Amadeem II. měla Jeanne Baptiste dvě děti:
- Marie Viktorie Savojská (1690–1766)
- Viktor František, markýz ze Susy (1694–1762)